# ITVナイトリーニュース
『ITVナイトリーニュース（ITV Nightly News）』は、イギリスのITNがテレビネットワークのITV向けに制作していた報道番組で、平日23:00に放送された。ダーモット・マーナハンが最初にプレゼンターを務めた20分間のニュース番組は、17:40の『アーリーイブニングニュース』とメイン番組の『News at Ten』が終了されたITVのニュースの大規模なオーバーホールの一環として開始された。
これらのリニューアルは視聴者に非常に人気がないことが判明し、視聴者数は減少した。『ITVナイトリーニュース』は、2年も経たないうちに終了され、視聴率の低下を食い止めるために再導入された『ITV News at Ten』に置き換えられた。復活した22:00のニュース番組は、『ITVナイトリーニュース』と同じ20分の形式に従い、最初は成功したが、無計画なスケジュールと開始時間の遅延により、最終的に視聴率が低下した。『ITV News at Ten』は、2004年2月2日に『ITV News at 10:30』に置き換えられた。2008年1月14日、『The Late News (イギリスのテレビ番組)』はITVのスケジュールに適切に戻された。

## プレゼンター
| 主要プレゼンター | 主要プレゼンター       |
| ---------------- | ---------------------- |
|                  |                        |
| 年               | プレゼンター           |
| 1999年 - 2001年  | ダーモット・マーナハン |

| 代理プレゼンター | 代理プレゼンター                      |
| ---------------- | ------------------------------------- |
|                  |                                       |
| 年               | プレゼンター                          |
| 1999年 - 2001年  | マーク・オースティン (ジャーナリスト) |
| 1999年 - 2001年  | アンドレア・キャサーウッド            |
| 1999年 - 2001年  | ケイティ・デラム                      |
| 1999年 - 2001年  | トレバー・マクドナルド                |
| 1999年 - 2001年  | メアリー・ナイチンゲール              |
| 1999年 - 2001年  | ニコラス・オーウェン (ジャーナリスト) |
| 1999年 - 2001年  | ジョン・スーシェ                      |
| 1999年 - 2001年  | カースティ・ヤング                    |